# Yoshino-Kumano-Nationalpark
Der Yoshino-Kumano-Nationalpark (japanisch 吉野熊野国立公園, Yoshino Kumano Kokuritsu Kōen) ist ein japanischer Nationalpark im Osten der Kii-Halbinsel. Der bereits 1936 gegründete Nationalpark erstreckt sich über das Gebiet der Berge Yoshino-yama und Ōmine der Präfektur Nara sowie den Küstenstreifen und die küstennahen Gewässer der Meeresregion Kumano-nada der Präfekturen Mie und Wakayama.

## Geschichte
Die Nationalparks werden vom japanischen Umweltministerium verwaltet. Der Yoshino-Kumano-Nationalpark wurde am 1. Februar 1936 gegründet.

## Landmarken
Im Norden des Parkgebiets befinden sich die Yoshino-yama. Diese Bergkette ist besonders bekannt für ihre ausgeprägte Kirschblüte im April, mit mehr als 30.000 Kirschbäumen. Die markantesten Gipfel der Ōmine-Berge weiter südlich sind Sanjogatake, Hakkyogatake (1915 m), Shakagatake und Misen. Östlich davon befindet sich das Ōdaigahara-Plateau (1695 m), welches mit 4800 mm pro Jahr einer der niederschlagreichsten Orte Japans ist.
Durch die Wasser-Erosion hat sich hier eine eindrucksvolle Landschaft gebildet. Weiter stromabwärts des Kitayama-Flusses befindet sich die Dorokyo-Schlucht. Daneben gehören zum Parkgebiet auch die Schreine Kumano Hongū-Taisha, Kumano Hayatama-Taisha und Kumano Nachi-Taisha, welche Teil der Heiligen Stätten und Pilgerstraßen in den Kii-Bergen sind, sowie der Nachi-Wasserfall, der mit 133 m Fallhöhe einer der höchsten Wasserfälle Japans ist. Die zweite Hälfte des Parkgebiets besteht aus einem langen Küstenabschnitt, auch um die Insel Kii-Ōshima. Hier findet man die Sandanbeki-Steilklippen und Onigajo, eine Felsformation die zunächst unter Wasser durch Wellen ausgehöhlt und inzwischen durch Erdbeben über Wasser angehoben wurde.

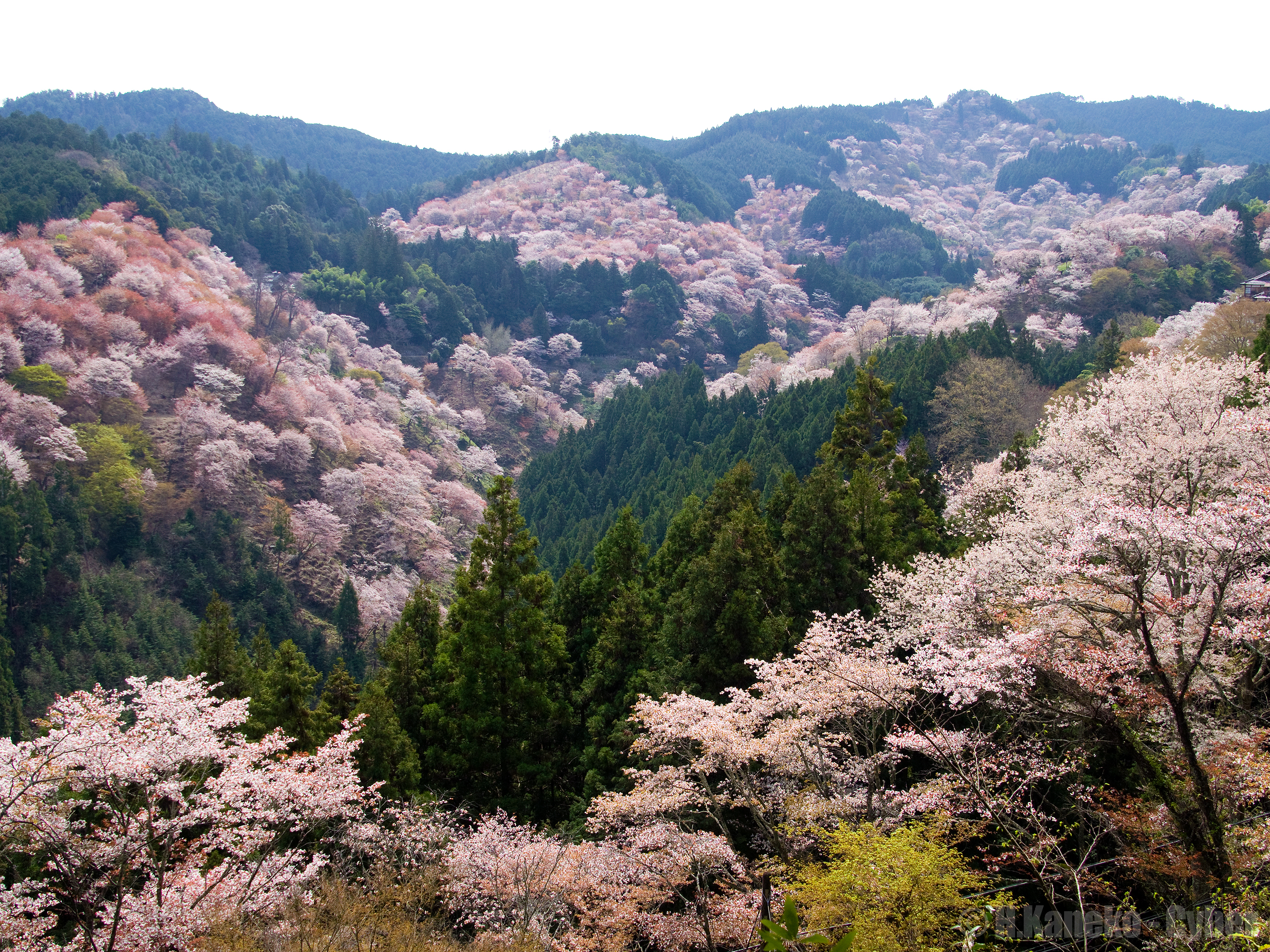
Kirschblüte auf der Yoshino-yama Bergkette
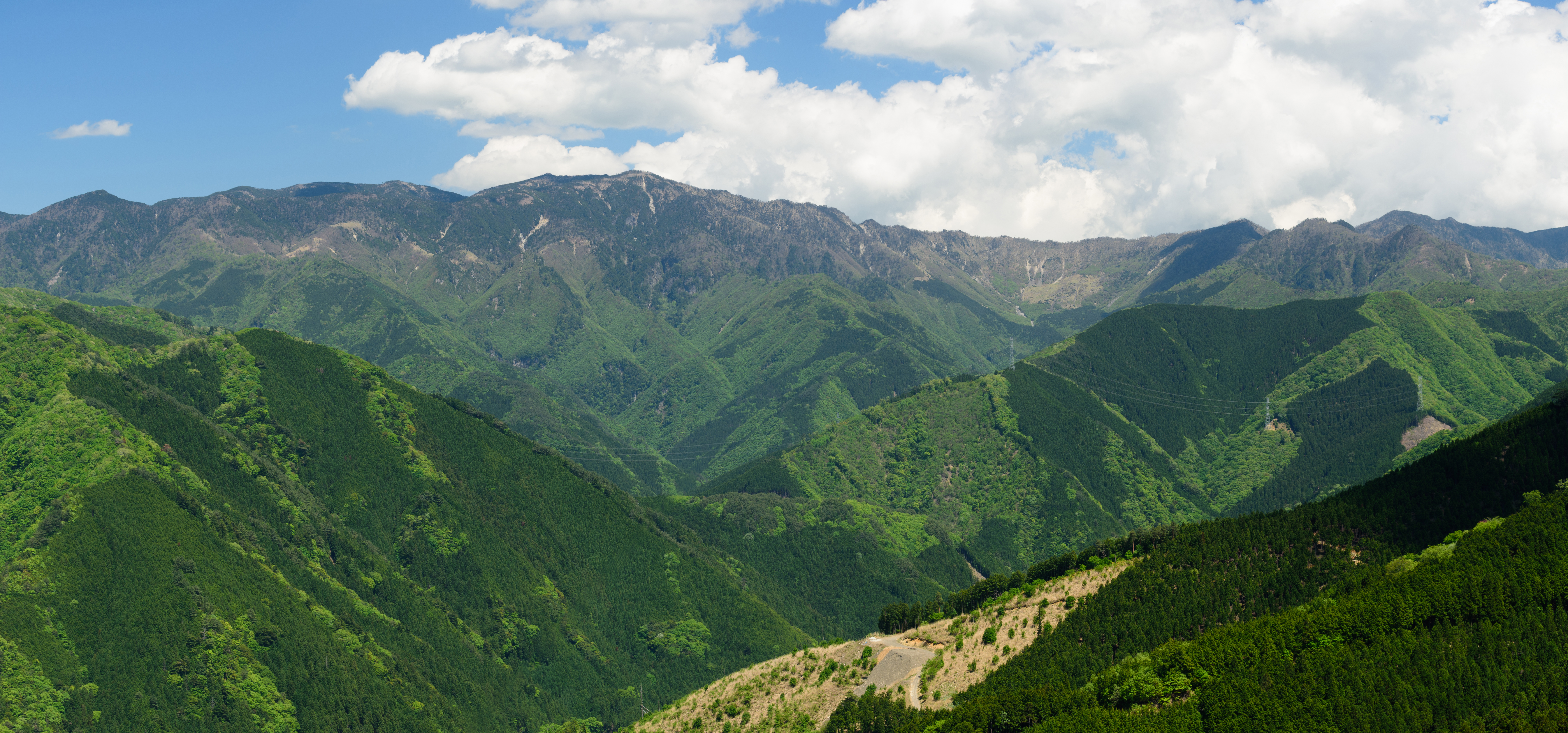
Die Berge Hakkyo und Misen
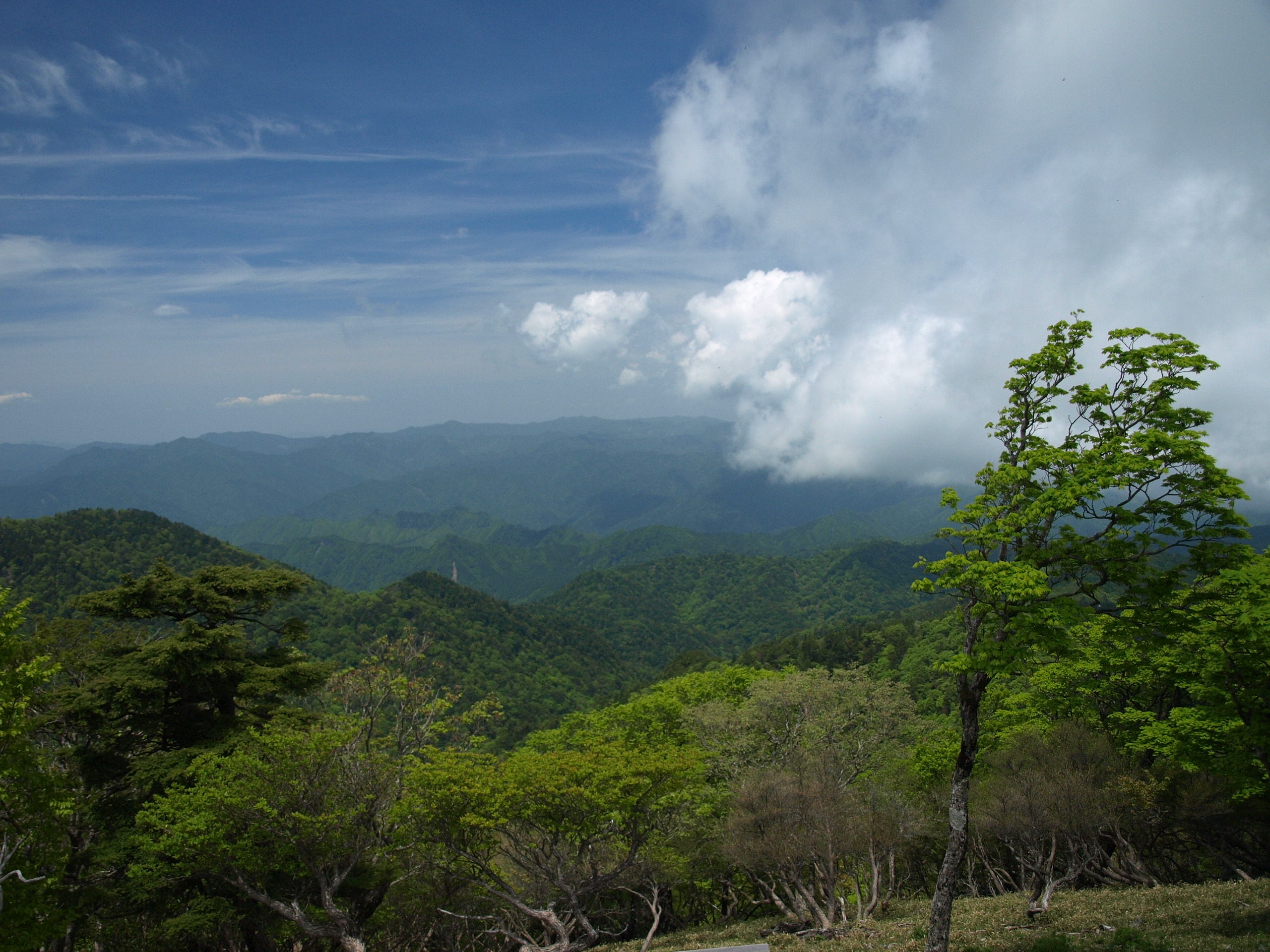
Blick vom Ōdaigahara
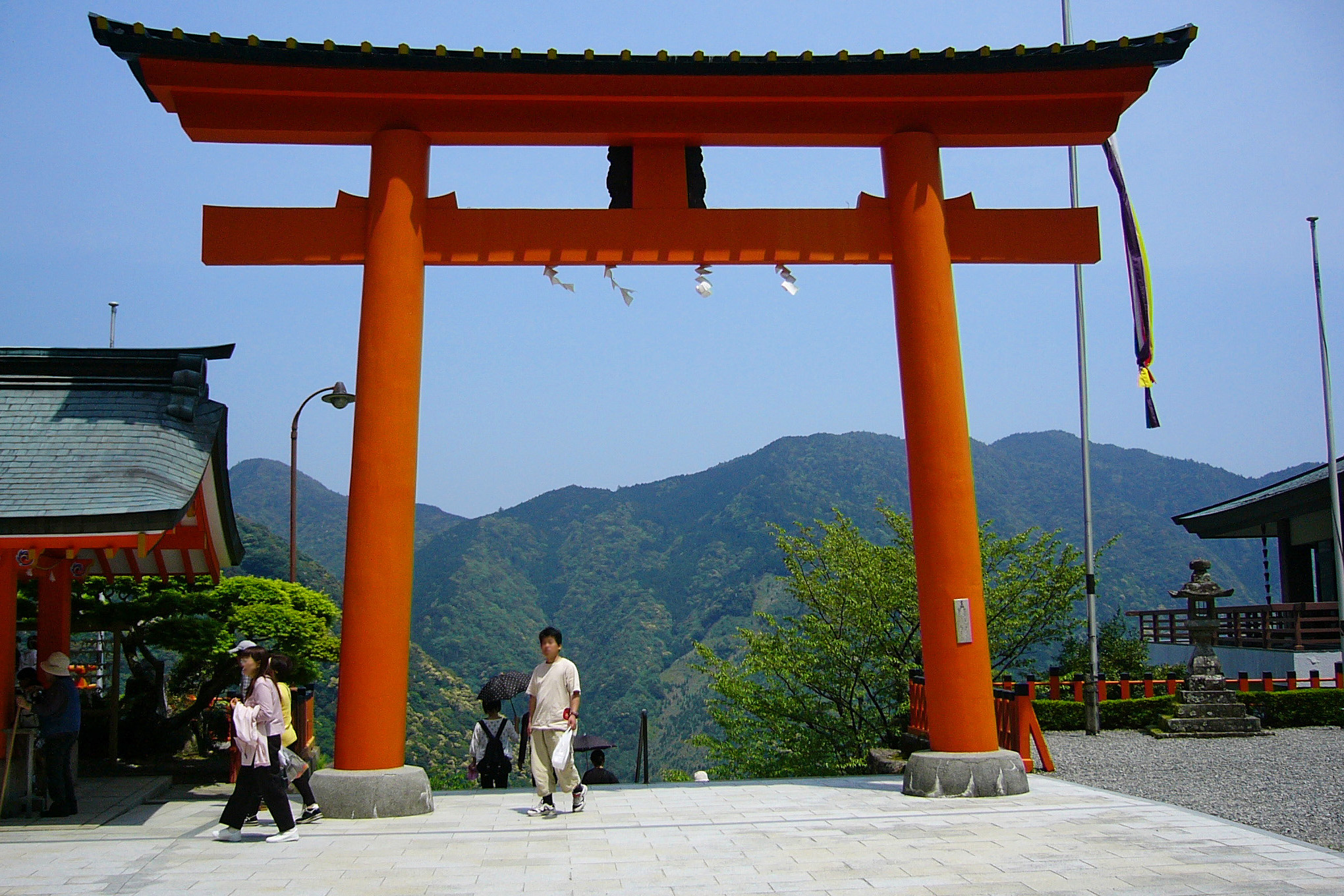
Torii am Kumano Nachi-Taisha Schrein
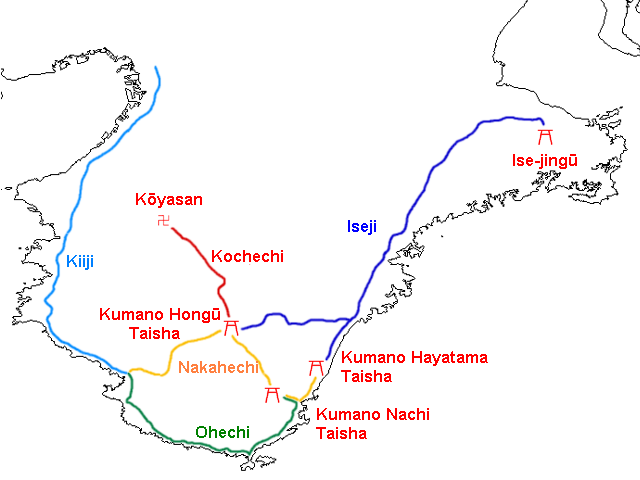
Pilgerweg entlang der großen Schreine
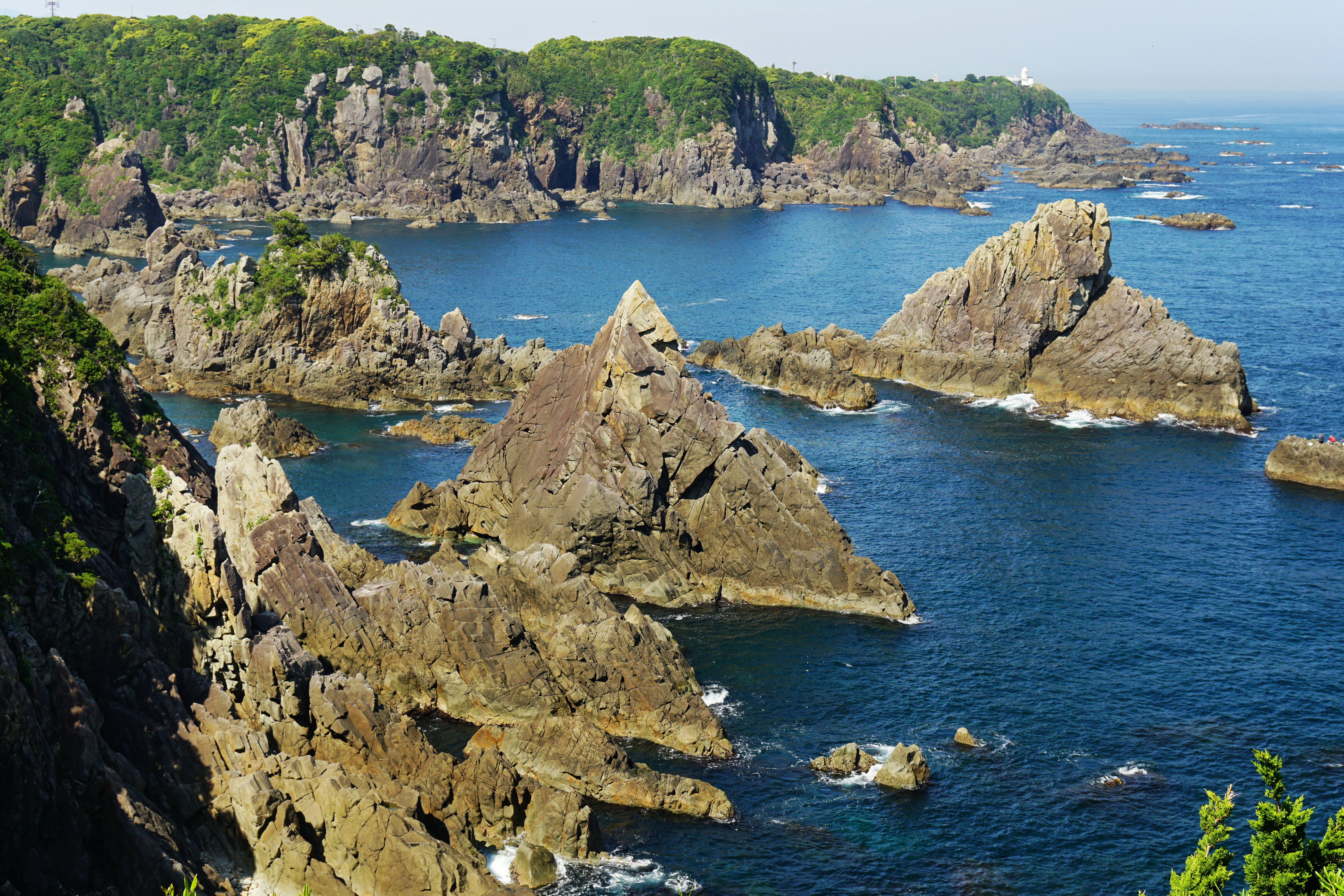
Küste bei Kii-Ōshima
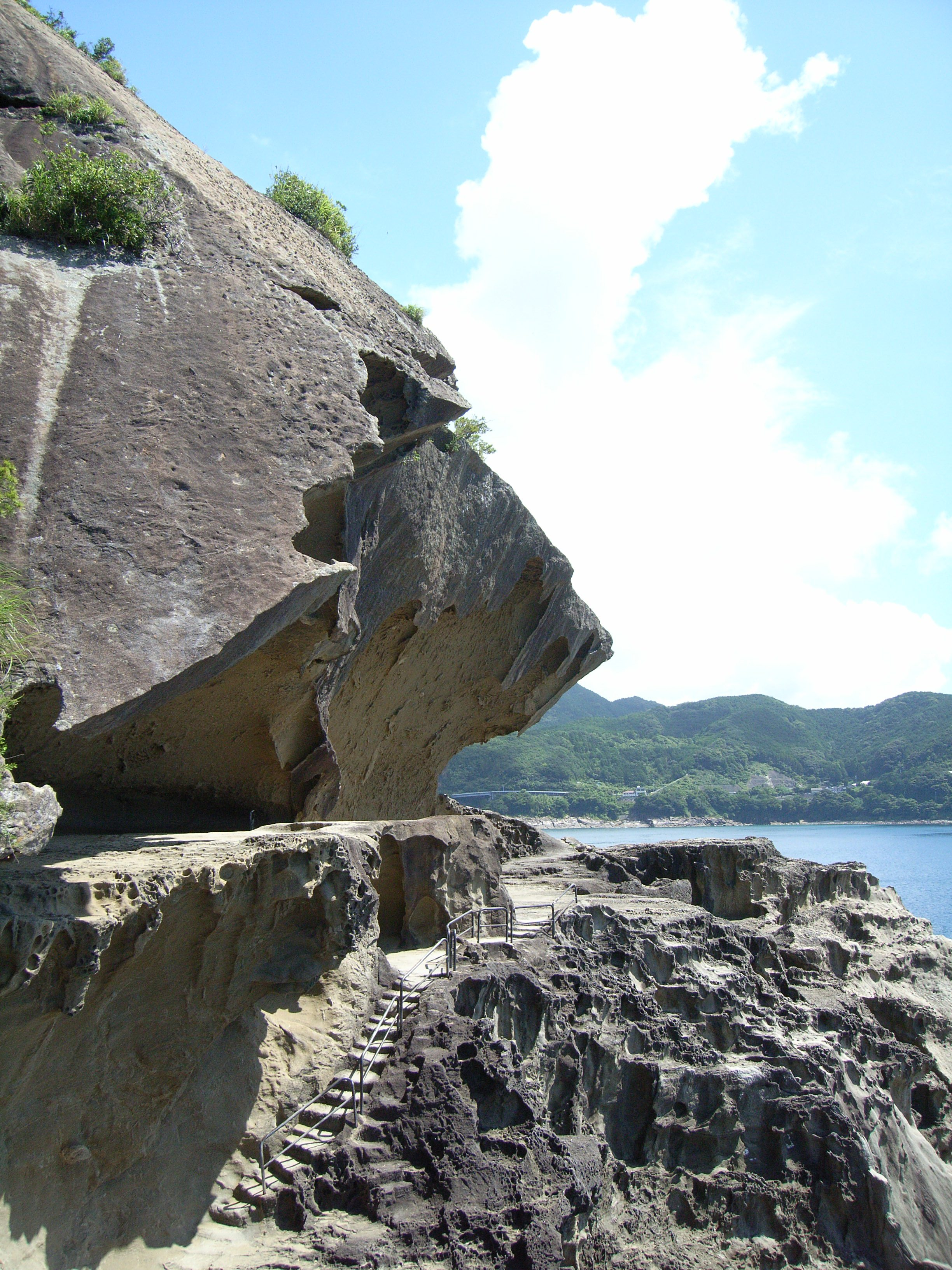
Onigajo

## Flora und Fauna

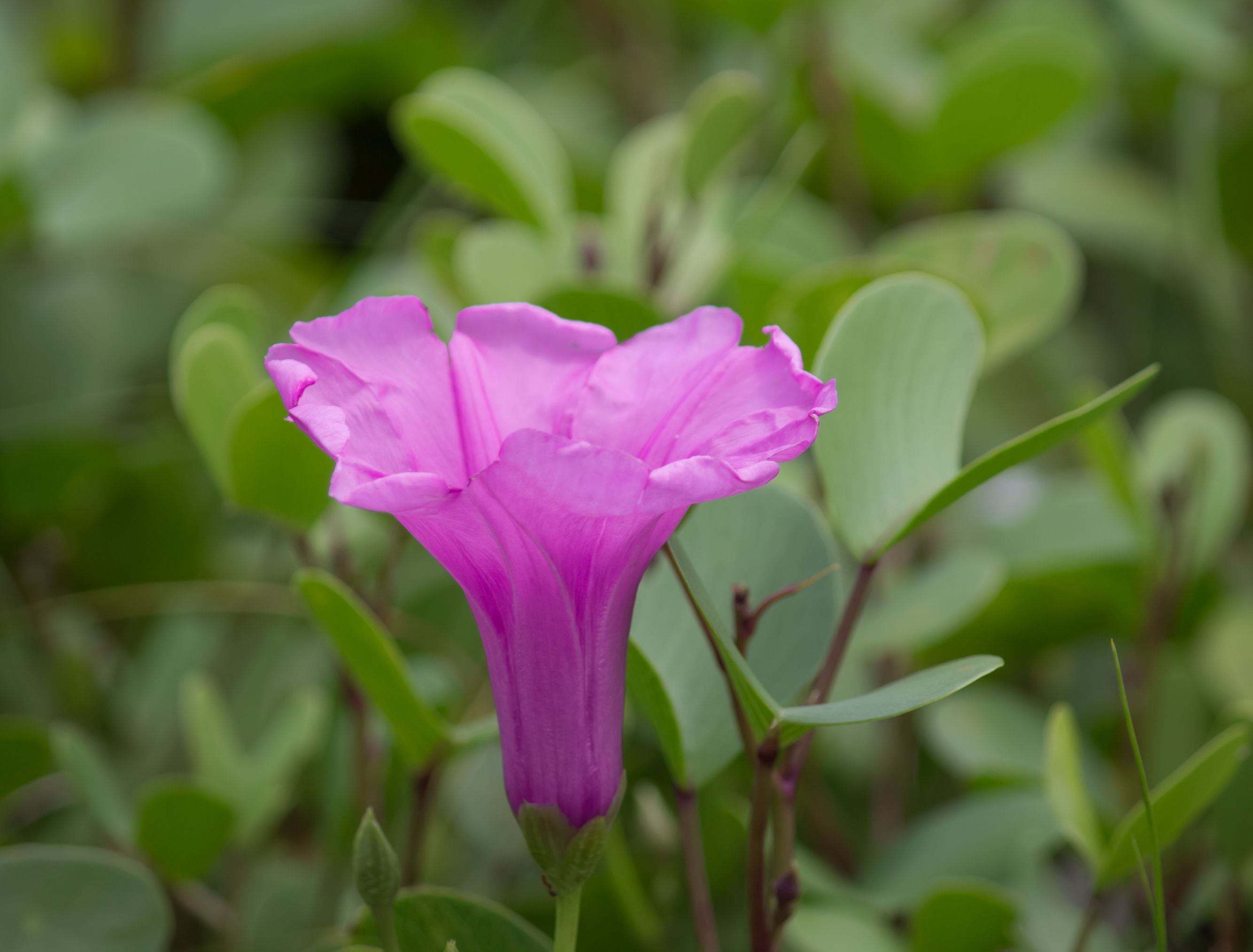
Ziegenfuß-Prunkwinde

Der Nationalpark dient einer Vielzahl an Tier- und Pflanzenarten als Lebensraum. Unter den größeren Tierarten des Parks finden sich Kragenbären (Ursus thibetanus), Sikahirsche (Cervus nippon), Japanische Serau (Capricornis crispus) und Japanmakaken (Macaca fuscata). Darüber hinaus sind Japanische Eichhörnchen (Sciurus lis), Hasen (Lepus brachyurus), Dachse (Meles anakuma), Wiesel (Mustela itatsi) und Marderhunde (Nyctereutes procyonoides) verbreitet.
In den Bergen kann man besonders am späten Abend oder früher Morgen auf die nachtaktiven Kragenbären treffen. Sichtungen werden regelmäßig gemeldet und scheinen in letzter Zeit häufiger zu werden.
Unter den Pflanzen fallen Anfang April besonders die vielen blühenden Kirschbäume der Art Cerasus jamasakura auf. Am Boden wachsen zahlreiche Streifenfarne wie Asplenium antiquum und Saumfarngewächse wie Pteris fauriei. Zu den Blühpflanzen gehören Prunkwinden wie die rosafarbene Ziegenfuß-Prunkwinde (Ipomoea pes-caprae) und die leuchtend blaue Ipomoea indica sowie Hakenlilien (Crinum asiaticum var. japonicum).
Eine besondere Pilzart ist der Helmling Mycena lux-coeli, welcher grün-weiß lumineszierend ist.
Vor der Küste können zudem gelegentlich Pottwale und Blau-weiße Delfine beobachtet werden. Letztere kommen vor allem im September bis Oktober nahe an die japanischen Küsten, danach ziehen sie zum Überwintern gen Süden ins Ostchinesische Meer.
Zudem leben in den Küstengebieten u. a. Unechte Karettschildkröten (Caretta caretta), die von der IUCN als gefährdet (Vulnerable) eingestuft werden.
Insbesondere die Strände Shichiri-mihama und Oujigahama werden von Mai bis September zur Eiablage genutzt.
Die Küsten sind insgesamt reich an Korallen und tropischen Fischen.
Eine Bedrohung für die Korallenriffe stellt neben der globalen Erwärmung jedoch seit 2004 der Steinkorallen fressende Dornenkronenseestern (Acanthaster planci) dar. Ein einzelner Seestern frisst mehrere Quadratmeter Korallen pro Jahr.

## Naturschutz
Mit der IUCN-Schutzkategorie V ist das Parkgebiet als Geschützte Landschaft/Geschütztes Marines Gebiet klassifiziert.
Als aktive Schutzmaßnahme wird beispielsweise der die Korallenriffe zerstörende Dornenseestern bekämpft. Zum Schutz der Schildkröten patrouillieren Freiwillige während der Eiablage-Saison an den Stränden.

## Tourismus
Es gibt mehrere Einrichtungen für Parkbesucher:
- Ugui Besucherzentrum
- Odaigahara Besucherzentrum
- Honshu-Sainantan Shiokaze-no-Kyukeijo

Innerhalb eines Jahres haben zuletzt (Stand 2013) 7,1 Millionen Personen den Nationalpark besucht.

## Briefmarken
Am 10. April 1949 wurde ein Briefmarkenblock mit vier Marken als Teil der Nationalparkserie ausgegeben.
Eine weitere Briefmarke mit einer Darstellung der Hashigu-Felsen wurde 2020 ausgegeben.
| Briefmarke | Motivfoto | Motiv                                                             | Farbe | Wert   | Ausgabedatum  |
| ---------- | --- | ----------------------------------------------------------------- | ----- | ------ | ------------- |
|            | | Fels „Shishiiwa“ (獅子岩), Shichirimihama, Onigajō, Präfektur Mie | braun | 2 Yen  | 10. Apr. 1949 |
|            | Bild gesucht Die Wikipedia wünscht sich an dieser Stelle ein Bild. Falls du dabei helfen möchtest, erklärt die Anleitung , wie das geht. | Berg „Ōmine-san“ (大峰山)                                         | grün  | 5 Yen  | 10. Apr. 1949 |
|            | | Schlucht „Dorokyō“ (瀞峡), Präfektur Wakayama                     | rot   | 10 Yen | 10. Apr. 1949 |
|            | | Felsen „Hashiguiiwa“ (橋杭岩), Präfektur Wakayama                 | blau  | 16 Yen | 10. Apr. 1949 |